# Deathcember
Deathcember ist ein 2019 produzierter Episodenfilm aus dem Genre des Weihnachtshorrors, der die Mechanik des Adventskalenders aufgreift: In der Rahmenhandlung werden nacheinander 24 Türchen geöffnet, hinter denen sich Kurzfilme von 24 internationalen Regisseuren befinden. Im Abspann finden sich zwei Bonus-Kurzfilme. Seine Weltpremiere war am 31. Oktober 2019 beim San Sebastián Horror and Fantasy Film Festival, seine Deutschlandpremiere beim Fantasy Filmfest 2020 – „White Nights“ am 11. Januar 2020 in Hamburg, München und Nürnberg.
Der von den deutschen Produzenten Dominic Saxl (Deadline-Kolumnist), Ivo Scheloske (Anolis Entertainment) und Frank Vogt (Magna Mana) erdachte sowie produzierte Film wird – im Original mit dem Untertitel „24 Doors to Hell“ – als „der erste filmische Adventskalender der Welt“ und „die ultimative Horror-Anthologie für die Weihnachtszeit“ vermarktet. Er erschien in Deutschland am 28. November 2020 als Video on Demand und am 4. Dezember 2020 als Blu-ray und DVD im Vertrieb der Busch Media Group. Er erhielt eine FSK18- bzw. KJ-Freigabe. Zudem wurde er im November 2020 von Raven Banner Entertainment als Blu-ray/DVD-Kombo in Kanada veröffentlicht, in den USA und Großbritannien von Shout! Factory sowie von verschiedenen weiteren Verleihern in mehreren anderen Ländern weltweit als Video on Demand. Außerdem wurde er vom US-amerikanischen Label Witter Entertainment in limitierter Auflage als VHS-Kassette veröffentlicht. Der Weltvertrieb des Films liegt bei Epic Pictures.

## Hintergrund
Als Inspiration für Deathcember wird im Abspann des Films die ähnlich aufgebaute Kurzfilmanthologie The ABCs of Death genannt. Wie bei jener wurde auch hier jeder der 26 Beiträge (bzw. Kalendertüren) von einem anderen Regisseur verantwortet. Dabei hatte jeder von ihnen das gleiche Budget zur Verfügung und als einzige Bedingung die Vorgabe, dass sein Film in der (Vor-)Weihnachtszeit spielen und eine Länge von 2 bis 5 Minuten haben müsste.
Unter den teilnehmenden Filmemachern finden sich sowohl im Genre etablierte Namen wie Ruggero Deodato, Lucky McKee oder Pollyanna McIntosh als auch viele Newcomer. Mit 9 von 26 Filmen kommt der größte Teil der Beiträge aus den USA, gefolgt von fünf Filmen aus Deutschland. Sechs der Regisseure sind weiblichen Geschlechts. Die allermeisten Filme sind im Horrorgenre angesiedelt, vereinzelt sind aber auch benachbarte Genres wie Science-Fiction, Thriller und schwarze Komödie vertreten. Weiterhin gibt es einen in Schwarz-Weiß gedrehten Horror-Western, einen in Schwarz-Weiß gedrehten Stummfilm sowie eine Claymation/Stop-Motion-Episode. Alle Beiträge haben eine Länge zwischen etwa 3 und 6 Minuten, die Gesamtlaufzeit des Films inklusive Abspann und zwei Bonus-Kurzfilmen beläuft sich auf ca. 145 Minuten.
Zum Beginn der Produktion starteten die Produzenten am 1. Dezember 2018 eine Crowdfunding-Kampagne bei  Kickstarter, um zusätzliche Mittel für die Animationssequenzen der Rahmenhandlung zu generieren. Die Kampagne wurde am 15. Januar 2019 erfolgreich abgeschlossen. Als Co-Executive Producer fungierte Yazid Benfeghoul.
Es handelt sich um einen der wenigen deutschen Genrefilme, die von der Filmförderung unterstützt wurden: Die HessenFilm förderte die Produktion des Films mit 185.000 Euro.
Wegen der Darstellung „expliziter Gewalt“ verweigerte die Freiwillige Selbstkontrolle der Filmwirtschaft dem Film zunächst eine Freigabe in ungekürzter Form. Erst im Berufungsverfahren wurde am 22. Oktober 2020 die Freigabe mit der Einstufung „Keine Jugendfreigabe“ erteilt.

## Handlung
Der Film beginnt mit Drohnenaufnahmen einer verschneiten Waldlandschaft. Die Kamera fliegt im Folgenden auf einen per 3D-Rendering erstellten Friedhof zu, auf dessen Grabsteinen die Namen der wichtigsten Beteiligten am Film zu lesen sind. Nach der Einblendung des Filmtitels fliegt die Kamera durch einen Tunnel in einen ebenfalls per 3D-Rendering gestalteten Raum, in dem sich verschiedene Objekte befinden. Jedes dieser Objekte stellt ein Schlüsselmotiv aus einem der präsentierten Kurzfilme dar. Vor dem Beginn eines Kurzfilms fokussiert die Kamera auf das entsprechende Objekt, ein „Kalender“-Türchen samt zugehöriger Zahl erscheint und öffnet sich, die Kamera fliegt durch das Türchen und der jeweilige Film beginnt. Nach seinem Ende befinden wir uns wieder zurück im Raum und die Kamera fokussiert auf das nächste Objekt.

## Die Filme
| Titel                                 | Regisseur                          | Handlung |
| ------------------------------------- | ---------------------------------- | --- |
| A Door Too Far                        | Dominic Saxl                       | Ein Junge vergeht sich an fremden Schokoladen-Adventskalendern und muss dafür auf übernatürliche Weise büßen, nachdem er von einem mysteriösen Mann ertappt wird. Besetzung: Fynn Kempf, Heinz Harth, Lina Minea Stromsky |
| All Sales Fatal                       | Michael Varrati                    | Eine egozentrische Mutter will das Weihnachtsgeschenk für ihren Sohn umtauschen, findet aber den Kassenbon nicht mehr und beginnt eine blutig eskalierende Auseinandersetzung mit dem Verkäufer. Besetzung: Tiffany Shepis, Ryan Fisher, Jeffrey Reddick |
| Aurora                                | Lazar Bodroža                      | Eine Wissenschaftlerin betreut im Jahre 2389 eine „Erntestation“ auf einem fremden Planeten und hat am 3. Dezember mit massiven Fehlfunktionen des Computersystems zu kämpfen. Spielt im selben Universum wie der Spielfilm „A.I. Rising“ von Regisseur Bodroza. Besetzung: Nabi Tang, Stefan Kapičić                                                            |
| X-mas On Fire                         | Florian Frerichs                   | Unter der Führung von „Mr. Handsome“ (Steven E. de Souza, Drehbuchautor von u. a. Stirb langsam) will eine Verbrecherbande an Weihnachten einen großangelegten Diamantenraub begehen. Aber er läuft nicht so ab, wie es minutiös geplant gewesen war. Besetzung: Steven E. de Souza, Rodney Charles, Kai Fung Rieck, Bruno Eyron                                 |
| Villancicos                           | Isaac Ezban                        | Ein kleiner Junge liegt im Koma und droht zu sterben. Durch Zufall entdeckt seine Familie einen Weg, ihn am Leben zu halten: indem ihm Weihnachtslieder vorgesungen werden. Allerdings darf dabei keine Pause gemacht werden… Besetzung: Soledad Amido, Pedro Halil, Bernardo Villarreal, Pablo Guisa Koestinger, Verónica García                                |
| Joy To The Girls                      | Sonia Escolano                     | Ein junger Mann wird von drei geheimnisvollen Schönheiten zu einer Weihnachtsfeier in ein Hotelzimmer eingeladen. Dort erwartet ihn jedoch ein Fest der Liebe der besonderen Art. Besetzung: Haydée Lysander, Claudia Bouza, Laura Ballester, José Corpas |
| The Hunchback Of Burg Hayn            | Bob Pipe                           | Ein Stummfilm, der von einem entstellten Mann erzählt, der im Mittelalter für seine angeblichen Verbrechen auf den Scheiterhaufen soll. Doch in letzter Sekunde scheint ihn ein Weihnachtswunder zu retten. Besetzung: Richard Glover, Stephen Evans, Louie Bayliss, Axel Loh                                                                                    |
| Family Matters                        | Steve De Roover                    | Zu Weihnachten besucht ein junger Mann zum ersten Mal die Familie seiner Freundin. Willkommen heißen will man ihn aber erst, wenn er an einem schmerzvollen Familienritual teilnimmt. Besetzung: Mathias Van Mieghem, Victor Peeters, Hannelore Stevens, Aza Declercq                                                                                            |
| Crappy Christmas                      | Jürgen Kling                       | „Ihr Kinderlein kommet“ als Stop-Motion-Animation: Ein kleiner Junge wird von katholischen Priestern entführt und brutal misshandelt, bis ihm der Krampus einen Weg zur blutigen Rache eröffnet. Besetzung: Ella Lang, Manuel Francescon, Jürgen Kling, Shawn Conners                                                                                            |
| Five Deaths In Blood Red              | Ama Lea                            | Eine Giallo-Hommage, in der die zu Weihnachten versammelten Mitglieder einer moralisch verkommenen Familie eines nach dem anderen von einem geheimnisvollen Killer ums Leben gebracht werden. Besetzung: Barbara Magnolfi, Brianna Barnes, Matt Mercer, Peter Stickles, Galen Howard                                                                             |
| Kill Santa                            | Sadrac González-Perellón           | Zwei Schwestern treffen in einem Baumarkt auf einen als Santa verkleideten Mann, der ihren Vater umgebracht hat. Sie entschließen sich, ihn zu rächen. Besetzung: Haydée Lysander, Sara Tresserra, José Corpas |
| Bad Santa                             | Julian Richards                    | Ein Junge, der alles andere als brav war, bekommt einen Besuch von Krampus. Dieser hat allerdings nicht mit der Gegenwehr der Schwester des Jungen gerechnet. Besetzung: Daisy Ashford, Simeon Willis, David Price, Bella Berridge |
| Santa Is Coming                       | Lee Sang-woo                       | Ein alleinerziehender Vater ist überfordert vom Wutausbruch seiner Tochter, die offenbar nicht mehr zwischen Realität und Illusion unterscheiden kann. Er versucht sie mit einem außergewöhnlichen Weihnachtsgeschenk zu beschwichtigen. Besetzung: Han Seung-wu, Lee Ye-si, Lee Ye-seul                                                                         |
| A Christmas Miracle                   | Vivienne Vaughn                    | Eine einsame, verzweifelte Frau kann ihre Fehlgeburt nicht verwinden. Zu Weihnachten erscheint ihr eine dämonische Gestalt (Barbara Crampton, Re-Animator), die ihr verspricht, das tote Kind zurückzubringen. Besetzung: Barbara Crampton, Clarke Wolfe |
| Casetta sperduta in Campagna          | Ruggero Deodato                    | Als eine Frau zu den Feiertagen ihre Schwester besucht, entdeckt sie, dass ihrem Vater und den Kindern etwas Grausames zugestoßen ist. Schreiend verlässt sie das Haus – aber sie kennt nicht die ganze Geschichte. Besetzung: Carlotta Morelli, Gianni Franco, Valentina Lainati                                                                                |
| Milk And Cookies                      | Sam Wineman                        | Ein kleiner Junge, der von seinem alleinerziehenden Vater (A.J. Bowen, You’re Next) misshandelt wird, schreibt Briefe an den Weihnachtsmann und bittet ihn um Hilfe. Diese Hilfe kommt auch, aber sie hat fatale Konsequenzen. Besetzung: A.J. Bowen, Barkley Harper, Kue Lawrence, Biqtch Puddin’                                                               |
| Pig                                   | Andreas Marschall                  | Eine Gruppe Frauen will sich an einem Vergewaltiger rächen und lockt ihn bei einer Weihnachtsfeier in einer Disco in die Falle. Ihre Vergeltungsmaßnahmen nehmen keine Rücksicht auf Verluste. Besetzung: Detlef Bothe, Julita Witt, Sandra Herbich, Beate Maria Schulz, DJ Dag Lerner                                                                           |
| They Once Had Horses                  | Lucky McKee                        | Ein Horror-Western in Schwarz-Weiß: Im späten 19. Jahrhundert sitzen zwei verletzte Cowboys (u. a. Sean Bridgers, Deadwood) in einem einsamen Canyon an einem Lagerfeuer. Außer Sicht-, aber in Hörweite bereitet ein Monster seinen tödlichen Angriff vor. Besetzung: Sean Bridgers, Justin Stone                                                               |
| December the 19th                     | Milan Todorović                    | Zur Feier des höchsten serbischen Feiertages besucht eine Amerikanerin ihre Cousine und deren Familie im Hinterland von Belgrad. Als die beiden Frauen Schlittschuhlaufen gehen, kommt es zu einem dramatischen Unfall. Besetzung: Helen Babić, Tamara Radovanović                                                                                               |
| Getting Away From It All              | Pollyanna McIntosh                 | Ein Mann hat ein Haus auf dem Land gemietet, weit weg vom Weihnachtstrubel. Aber es scheint so, als könne er dem Fest der Feste einfach nicht entkommen. Besetzung: Casey Van Maanen, Christine Hughes, Bailee Bob Sveen, Regan Mears, Dana Cornelius |
| Family Feast                          | Rémi Fréchette                     | Eine ausgelassene Familien-Weihnachtsfeier in der Upper Class von Québéc. Rose fühlt sich im engsten Verwandtenkreis als Außenseiterin und beginnt dann auch noch, Visionen von einem satanischen Santa Klaus zu haben, der ihr nach dem Leben trachtet. Besetzung: Isabelle Giroux, Jean Drolet, Julie Burroughs, Joseph Bellerose, Jonathan Bedard             |
| Before Sundown                        | Jason A. Rostovsky                 | Am ersten Abend von Hannuka bleiben drei Teenager zu lange auf einer Party und werden mit einer uralten jüdischen Horror-Saga konfrontiert, die plötzlich mehr als nur eine Erzählung zu sein scheint. Besetzung: Charlotte Alexis White, Blake Borders, Dustin Pewitt                                                                                           |
| Cracker                               | John Cook Lynch                    | Eine Familie wie aus dem 1950er-Jahre-Bilderbuch hat sich am Weihnachtsabend zum Dinner versammelt und nimmt im Anschluss die britische Tradition der „Christmas Cracker“ wahr. Doch hier geht es um mehr als nur schlechte Witze. Besetzung: Johnny Vivash, Amy Newton, Alan Mandel                                                                             |
| Operation Dolph                       | Trent Haaga                        | In der Wüste Südkaliforniens stattet ein Mann im Santa-Kostüm einer Redneck-Gang einen Besuch ab. Er ist auf der Suche nach jemandem, und er macht keine Gefangenen. Besetzung: Sam Eidson, Eric Podnar, Karen Gorham |
| Christmas Corp.se                     | Annika Marx                        | Bei einer Firmen-Weihnachtsfeier erhält der CEO (Peter Kotthaus, Verbotene Liebe) einen Anruf vom japanischen Hauptkunden, der auf einen Report wartet. Dies setzt eine Reihe übernatürlicher Geschehnisse in Gang, in deren Mittelpunkt Azubi Joana (Marie Nasemann, Germany‘s Next Topmodel) steht. Besetzung: Marie Nasemann, Patrick Dewayne, Peter Kotthaus |
| They Used To Laugh And Call Him Names | BJ Colangelo und Zach Shildwachter | Ein Vater will seinem Sohn das Jagen beibringen. Schon bald stoßen sie im Wald auf die blutigen Spuren eines verletzten Tieres, doch dabei handelt es sich um etwas ganz anderes als das erhoffte Weihnachtsfestmahl. Besetzung: Wes Allen, Cash Allen, Becca Ciamacco                                                                                           |
| Ring My Bell                          | Alyosha Saari                      | Das traute Weihnachtsessen einer französischen Familie wird durch den Besuch eines freizügigen und frivolen Weihnachtsmanns gestört, der sehr hungrig ist. Besetzung: Johanna Bros, Frédéric Moulin, Janine Piguet |

## Kontroverse
Wegen seiner sensiblen Inhalte (Kindesmissbrauch durch Angehörige der katholischen Kirche) und ihrer drastischen Darstellung ist das Claymation-Segment „Crappy Christmas“ des deutschen Filmemachers Jürgen Kling öffentlich besonders umstritten. In den Fassungen von Deathcember, die in den USA und in Großbritannien veröffentlicht wurden, fehlt dieses Segment deshalb und wurde durch einen in der Originalfassung nicht enthaltenen Kurzfilm ersetzt: „Ring My Bell“ des französischen Regisseurs Alyosha Saari.

## Festivals

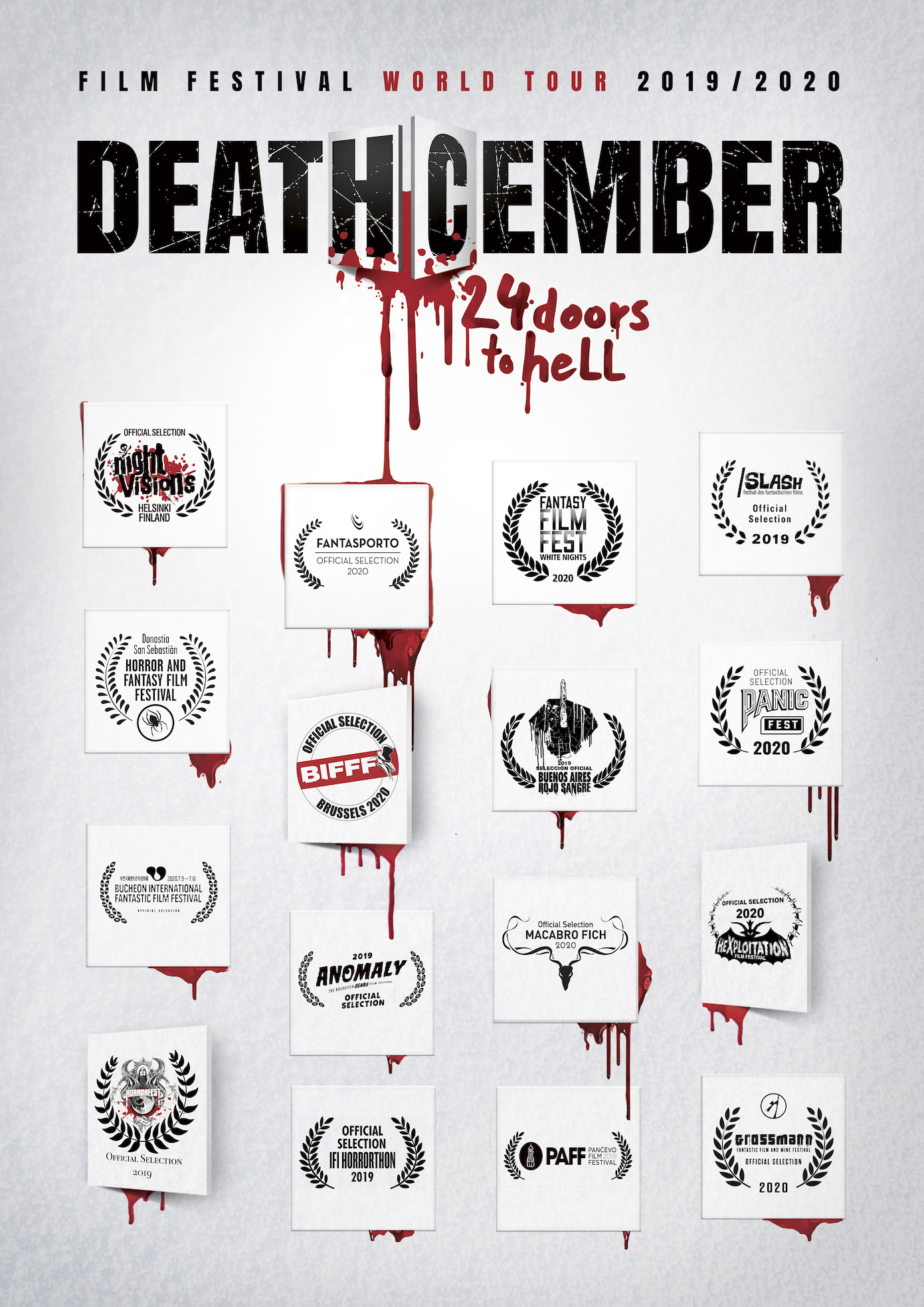
Eine Übersicht einiger Festivals, bei denen Deathcember gezeigt wurde.

Beginnend mit der Weltpremiere des Films am 31. Oktober 2019 beim San Sebastián Horror and Fantasy Film Festival wurde Deathcember bei rund 35 internationalen Filmfestivals gezeigt, darunter:
- Buenos Aires Rojo Sangre Buenos Aires 2019
- Slash Filmfestival Wien 2019
- Fantasy Filmfest Deutschland 2020
- Panic Fest Kansas City 2020
- Fantasporto Porto 2020
- Brussels International Fantastic Film Festival (BIFFF) Brüssel 2020
- Fantafestival Rom 2020
- Bucheon International Fantastic Film Festival (BiFan) Bucheon 2020
- Macabro International Horror Film Festival Mexiko-Stadt 2020
- Grimmfest Manchester 2020
- Dracula Film Festival Brașov, Rumänien 2021

## Awards
Bei Festival-Screenings rund um die Welt hat Deathcember fünf Preise und eine Special Mention erhalten:
- Best Anthology Feature (South African Horrorfest 2019)
- Most Shocking Film (Hexploitation Film Festival 2020)
- Best Feature Film (Russian International Horror Festival 2020)
- Best Film (Requiem FearFest 2020)
- Best International Film (Shockfest Film Festival 2020)
- Special Mention (Panama Horror Film Fest 2021)[17]

## Rezeption
Deathcember wurde von der deutschen und der internationalen Presse überwiegend relativ positiv aufgenommen. Gelobt wurden insbesondere das innovative Filmkonzept, die Vielfalt der Geschichten und die Kreativität zahlreicher Beiträge. Es gab jedoch auch negative Stimmen, die das oft erkennbar niedrige Produktionsbudget, die nicht immer pointiert genug ausgearbeitete Handlung sowie die mit 145 Minuten vielfach als zu lang empfundene Laufzeit kritisierten. Die amerikanische Tageszeitung USA Today platzierte den Film in ihrer Online-Rangliste sämtlicher Horrorfilme des Jahres 2020 auf Platz 50.
„The horror anthology DEATHCEMBER unites 27 international genre greats and shows even the last Christmas grouch how scary, murderously exciting and devilish witty the contemplative season can be.“
- FANTASY FILMFEST
„In DEATHCEMBER lauert hinter jedem der 24 Türchen eine ultimativ (anti-)weihnachtliche Horror-Miniatur, vom Knetgummi-Meisterstück über Trash-Granaten und Gore-Raketen ist in diesem süchtig machenden, liebevoll gestalteten Kompendium alles dabei, was unsere und eure Genre-Glöckchen zum Klingen bringt.“
- /SLASH FESTIVAL
„A seasonal spin on the multiple micro short anthology format of THE ABCS OF DEATH, in which twenty-four top filmmakers from around the world fulminate on the festive season, this is an advent calendar chocolate box filled with tasty treats, sickening sweets, and some decidedly unmerry ding-dongs.“
- GRIMMFEST
„The honest truth about having two dozen horror-themed shorts over two and a half hours is they're not all going to be gems. But most of the Christmas-y efforts feel original, including a bloody throw down in a retail store, a twisty story with heisting Santas, and a yuletide family dinner that'll give you the willies.“
- USA TODAY
„'Deathcember – 24 Doors to Hell' bietet mit seinem Ansatz eine coole Sammlung schauriger Unterhaltung als Kurzfilme. Ich finde es schon respektabel, was dabei herausgekommen ist, da sind ein paar richtig tolle und fiese Filme dabei. (…) Eine Wundertüte von Adventskalender, hier ist für jeden Genre-Freund etwas dabei.“
- FILME.DE
„Extreme, bloody mayhem … at times rather disturbing.“
- ENTERTAINMENT WEEKLY
„The filmmakers thankfully avoid well-worn tropes of Christmas-themed fright flicks, opting instead for fresh takes. As with most anthologies, the mileage of some installments will vary depending on viewers’ individual tastes, but overall, this collection is a highly satisfying one filled with suspense, gore galore, and works from well-known and up-and-coming international directors.“
- SCARIESTHINGS.COM
„If you are some who enjoys a macabre version of Christmastime, then Deathcember is certainly your cup of spiced tea. (…) 5 out of 5.“
- CRYPTIC ROCK
„Trotz der sehr, sehr stolzen Laufzeit von fast zweieinhalb Stunden erweist sich dieser filmische Adventskalender als erstaunlich kurzweilig – zugleich gibt es aber auch nur wenige Türchen, an deren Inhalt man sich auch nach dem Fest noch längere Zeit erinnern wird. Sprich: 'Deathcember' ist eine Horror-Anthologie mit wenigen Rohrkrepierern, aber auch nur wenigen herausstechenden Highlights.“
- FILMSTARTS.DE
„Um wirklich zum Weihnachts-Kultfilm heranzuwachsen, fehlt der Anthologie wahrscheinlich die kontinuierliche Qualität, zu schwankend ist das Niveau der einzelnen Beiträge. Doch ein filmischer Adventskalender war längst überfällig und für einen zum Großteil crowdfinanzierten Film kann sich das Ergebnis wirklich sehen lassen. Auch wenn es einige wenige Filmchen gibt, die deutlich abfallen, so ist das Gesamtniveau doch höher als bei anderen Anthologien und für seine fast zweieinhalbstündige Laufzeit mehr als kurzweilig.“
- FILM-REZENSIONEN.DE